# Graisse (cépage)
Pour les articles homonymes, voir Graisse (homonymie).
La graisse est un cépage russe de raisin noir. Il tient son nom du moût vraiment épais qu'il donne à sa sortie du foulage. Il possède un potentiel alcoolique modéré et produit un vin peu fruité et plutôt aigre.
Ce cépage est originaire de Russie, où il était destiné à la distillation pour la fabrication de la vodka. Il arrive en France, sur les côtes méditerranéenne au XXe siècle, afin de le mélanger avec un autre cépage, le tannat, afin de donner un goût moins fort mais plus subtil. De nos jours, il n'est utilisé que dans la région de Duras, où les viticulteurs s'en servent pour leur propre consommation. Malgré son aromatique aigre, il produit de gros grains, ce qui rend heureux les consommateurs.